# 郭家村乡
郭家村乡，是中华人民共和国河北省沧州市河间市一个已撤销的乡级行政区，2016年12月17日，河北省民政厅批复同意撤销郭家村乡，将其所辖行政区域划归诗经村镇。